# Хайнрих V (Фюрстенберг)
Вижте пояснителната страница за други личности с името Хайнрих V.
Хайнрих V фон Фюрстенберг (на немски: Heinrich V von Fürstenberg; * ок. 1380/ ок. 1390; † 10 август 1441) е граф на Фюрстенберг (1408 – 1441).

## Произход и наследство
Той е син на граф Хайнрих IV фон Фюрстенберг († 1408) и втората му съпруга София фон Меркенберг-Цолерн-Шалксбург († сл. 1427), дъщеря на граф Фридрих III фон Меркенберг-Шалксбург († 1378) и графиня София фон Цолерн-Шлюселберг († 1361). Брат е на Фридрих († 27 септември 1393), на Конрад IV, граф на Фюрстенберг-Хазлах († пр. 3 май 1419), Йохан, каноник във Фрауенфелд и Райхенау († ок. 1427), на Егино V, граф на Фюрстенберг, ландграф в Баар († пр. 23 юли 1449), на Беатрикс († 27 юли 1433), омъжена I. 1396 г. за Хайнрих II фон Мьомпелгард († 28 септември 1396, Никополис), II. пр. 3 май 1399 г. за граф Рудолф III фон Верденберг († 1418/1421), на София, монахиня в Найдинген, и на Агнес († сл. 1418).
След смъртта на баща му собственостите на Фюрстенбергите са разделени между братята и през 1499 г. отново обединени.

## Фамилия
Хайнрих V се жени три пъти.
Първи брак: ок. 1413 г. с Верена фон Хахберг (* 13 декември 1392; † 8 декември 1416), дъщеря на маркграф Рудолф III фон Хахберг (1343 – 1428) и първата му съпруга Аделхайд фон Лихтенберг (1353 – 1386). Тя е полусестра на Ото III фон Хахберг, епископ на Констанц (1411 – 1433). Те имат децата:
- Верена († 16 октомври 1480), абатиса в Мазмюнстер
- Беатрикс († сл. 1455), монахиня
- Йохан II (VI) († 30 март 1443, убит в турнир във Фюрстенберг), граф на Фюрстенберг-Гайзинген, женен пр. 29 септември 1436 г. за Анна фон Кирхберг († 1469), дъщеря на граф Еберхард VI фон Кирхберг († 1440) и Агнес фон Верденберг-Хайлигенберг-Блуденц

Втори брак: пр. 1419 г. с Анна фон Тенген-Неленбург († 21 април 1427), дъщеря на Йохан III фон Тенген-Вартенфелс и графиня Маргарета фон Неленбург. Те имат дъщерите:
- Магдалена († 12 ноември 1472), омъжена за Симон фон Щофелн
- Анна († сл. 1481), омъжена за граф Конрад VIII фон Кирхберг († 1470), син на граф Еберхард VI фон Кирхберг († 1440) и Агнес фон Верденберг-Хайлигенберг-Блуденц

Трети брак: пр. 14 март 1429 г. с Елизабет фон Лупфен († 1437), дъщеря на граф Йохан I фон Лупфен-Щюлинген, ландграф фон Щюлинген († 1436) и Елизабет фон Ротенбург († 1420). Те имат един син:
- Конрад († 1484), граф на Фюрстенберг, женен пр. 24 февруари 1462 г. за графиня Кунигунда фон Мач († 1469), дъщеря на граф Улрих IX фон Мач († 1472)